# Эйкия, Армас Матвеевич
Армас Матвеевич Эйкия (также известен как Вилье Вейё, Ами Аарто, Лиукас Луйкку; 14 марта 1904, Konnitsa — 20 ноября 1965, Хельсинки) — финноязычный советский поэт, журналист, политический деятель, автор гимна Карело-Финской ССР.

## Биография
Родился в семье портного в деревне Конница (Коннитса; на территории Великого княжества Финляндского; ныне это часть посёлка Торфяное в составе Ленинградской области России). Окончил начальную школу. В 19 лет переехал в Хельсинки, участвовал в деятельности компартии Финляндии, был главным редактором ряда нелегальных рабочих изданий.
В 1923—1930 гг. за политическую деятельность неоднократно подвергался тюремному заключению (содержался в концентрационном лагере в Таммисаари). В 1935 г. передан СССР, участвовал в литературной жизни Карелии.
С 1939 г. — министр земледелия Финляндской демократической республики.
С 1940 г. — начальник управления по делам искусств при Совете народных Комиссаров Карело-Финской ССР. Член Союза советских писателей Карелии. С 1941 г. — член президиума Верховного Совета Карело-Финской ССР, редактор журнала «Пуналиппу», председатель Союза писателей Карело-Финской ССР.
В 1940 г. избран депутатом Верховного Совета КФССР 1 созыва. С 1937 г. — депутат Совета национальностей Верховного Совета СССР.
Автор поэмы «Песнь об орле» о финском революционере Т. Антикайнене, сборник стихов «Лира за решёткой» (1945).
В годы Великой Отечественной войны — диктор специального вещания на Ленинградском радио, ведущий финских передач Коминтерна.
После войны переехал в Финляндию, так как был лишен финского гражданства, жил по виду на жительство, работал журналистом в демократической прессе. Стал автором сборников «Огненное кантеле» (1947), «Изгнанник» (1948).
В 1962 г. опубликовал книгу «Певец у подножия вулкан», посвящённую Кёсси Каатра. Переводил стихи С. А. Есенина, А. А. Блока, А. С. Пушкина, М. Ю. Лермонтова и В. В. Маяковского.

## Награды
- Орден Трудового Красного Знамени[5]